# Hans Lufft

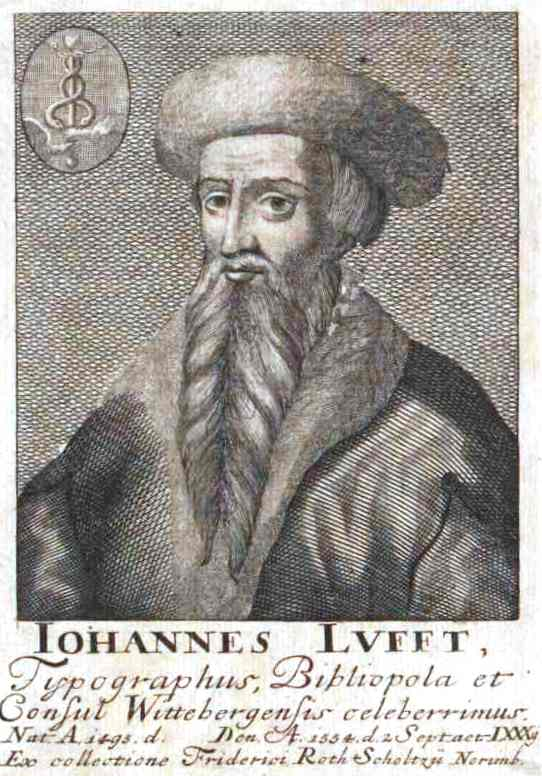
Hans Lufft, spätere Phantasiedarstellung

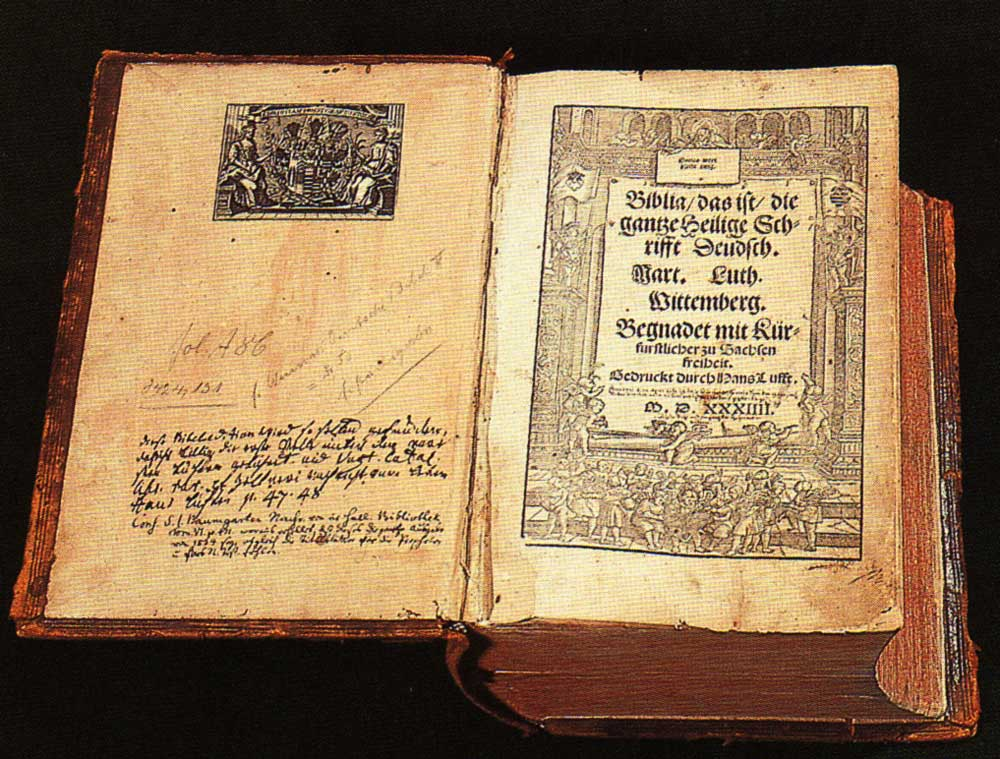
Die Bibelübersetzung von Martin Luther, Druck Hans Lufft 1534 in Wittenberg Titelholzschnitt von Meister MS

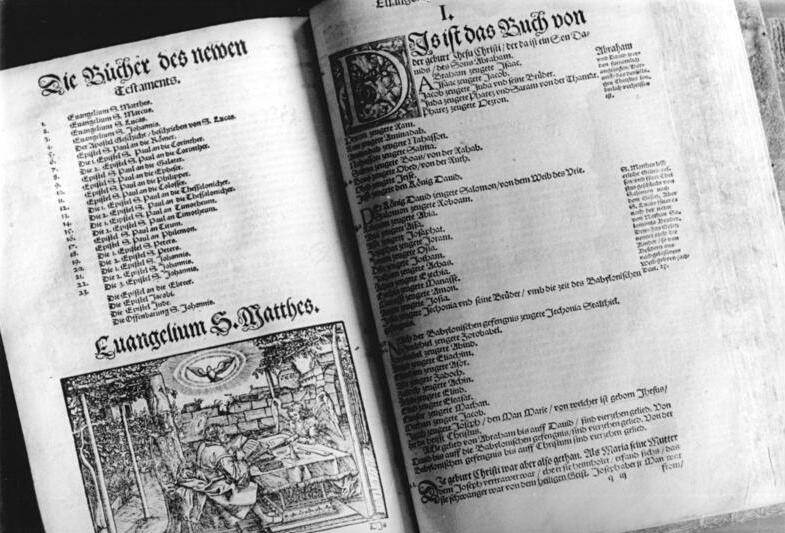
Bibeldruck von Hans Lufft (1567)

Hans Lufft, auch: Johannes Lufft, Hans Luft, Hanns Lufft, Iohannes Lufft etc. (* 1495 möglicherweise in Amberg; † 1. oder 2. September 1584 in Wittenberg) war ein Buchdrucker in der Reformationszeit, genannt der „Bibeldrucker“.

## Leben
Sein Geburtsjahr 1495 ist durch seine Grabinschrift belegt; auch gab Lufft selber in seinem Rücktrittsgesuch vom 22. Dezember 1577 sein Alter mit 82 Jahren an. Demgegenüber ist seine Herkunft nicht geklärt. Aufgrund eines Fundes im Stadtarchiv Amberg hielt Maximilian Weigel (1933) eine Herkunft aus Amberg in der Oberpfalz für wahrscheinlich. Trotz weiterer genealogischer Forschungen von Albert Giesecke (1943) konnte diese Vermutung bislang weder erhärtet noch widerlegt werden. Das Druckerhandwerk erlernte Lufft in Leipzig und verdingte sich 1515 im Anschluss als Geselle bei der ersten Druckerei in Wittenberg von Grünenberg, die seit 1508 bestand, und im Anschluss daran bei Melchior Lotter d. J.
Nachdem er 1519 seine Frau Dorothea geborene Hermann († 1561) geheiratet hatte, veröffentlichte Lufft 1524 seinen ersten eigenen Druck Vom Kauf, Handel und Wucher. 1524 erhielt Lufft die Druckerei Lotters und übernahm damit den Druck der Bibelausgaben und Werke Martin Luthers sowie anderer Persönlichkeiten Wittenbergs während der Reformationszeit. Als Verleger trat dabei bis zu seinem Bankrott 1533 der Goldschmied Christian Döring auf. Lufft druckte 1534 die erste Gesamtausgabe der Lutherbibel, die in mehrfacher Auflage verlegt wurde. Mit 100.000 gedruckten Bibeln und einer Unmenge verschiedener anderer Werke, die er auch verlegte, gelangte er zu Wohlstand. Mit seiner ersten Frau hatte er eine Tochter.
So konnte er 1526 das Bürgerrecht der Stadt Wittenberg erwerben. 1528 kaufte er sich in der Kupferstraße 10 und in der Bürgermeisterstraße zwischen Scharren- und Mauerstraße (heute Arsenalplatz) in Wittenberg zwei Häuser und vergrößerte durch An- und Ausbauten seinen Besitz. Dieses wiederum erbrachte auch die entsprechende Anerkennung seiner Person in der Stadt Wittenberg.
Vom Jahre 1549 bis 1553 unterhielt er in Königsberg eine Filiale seines Druckereibetriebs, die sein Schwiegersohn Andreas Aurifaber leitete.
Es wurde ihm 1542 eine Position als Wittenberger Ratsmitglied angetragen, woraufhin er folgende Positionen ausübte: 1545, 1548, 1551, 1554, 1557, 1560 und 1563 als Kämmerer und Stadtrichter, 1546 und 1564 als Stadtrichter, 1549 als Richter, 1566, 1569, 1572, 1575, 1578, 1581 und 1584 als Bürgermeister, sowie 1567, 1570, 1573, 1576, 1579 und 1582 als Altbürgermeister.
Am 8. September 1562 heiratete Hans Lufft ein zweites Mal, Margarethe Muschwitz († 22. Mai 1582), eine Tochter des Matthias Moschwitz aus Torgau. Hans Lufft starb im Alter von 89 Jahren in Wittenberg. Bekannt ist, dass die Tochter Sara († 5. Januar 1570) mit Johann Köllitzsch verheiratet war.

## Werke
- De lateribus et angulis triangulorum tum planorum rectilineorum tum sphaericorum, Vittembergae per Johannem Lufft, 1542[6] (von Rheticus in Wittenberg veröffentlichter Auszug aus Nicolaus Copernicus’ De revolutionibus orbium coelestium, Buch 1 Kap. 12–14, über die ebene und sphärische Trigonometrie).